# Duncan Taylor
Pour les articles homonymes, voir Taylor.

a Compétitions nationales et continentales officielles uniquement.

b Matchs officiels uniquement.
Dernière mise à jour le 22 juillet 2023.
Duncan McWilliam Taylor, né le 5 septembre 1989 à Northampton (Angleterre), est un joueur international écossais de rugby à XV jouant principalement au poste de centre aux Saracens dans le Championnat d'Angleterre de rugby à XV de 2013 à 2023, ainsi qu'en équipe d'Écosse de 2013 à 2020.

## Biographie

### En club
En 2021-2022, il joue seize matchs, dont six en tant que titulaire et marque un points. Son club est éliminé en demi-finale du Challenge européen par le RC Toulon. Cependant, en championnat il retrouve la finale de la compétition, trois ans après sa dernière, après avoir éliminé les Harlequins champions en titre. Pour cette finale face à Leicester, Duncan Taylor débute sur le banc des remplaçants avant d'entrer en jeu à la 71e minute à la place de Nick Tompkins. Finalement, les siens sont battus en toute fin de match à cause d'un drop de Freddie Burns.
La saison suivante, en 2022-2023, Les Saracens sont d'abord éliminés en quarts de finale de la Champions Cup par le Stade rochelais mais atteignent ensuite la finale du championnat. Il est titulaire lors de cette finale remportée 35-25 face aux Sale Sharks. À la fin de cette saison, il fait son départ des Saracens.

### En équipe nationale
Citoyen britannique né en Angleterre, Duncan Taylor est éligible en équipe d'Écosse du fait de ses parents écossais. En 2013, Taylor est sélectionné pour la première fois avec l'équipe d'Écosse A. Il marque un essai d'anthologie contre les Saxons après six tentatives contribuant ainsi à la première victoire de l'histoire de son équipe chez les Saxons.
Ses bonnes performances sur la saison 2012-2013 lui valent d'être intégré au groupe écossais pour la tournée 2013 en Afrique du Sud. Il connait sa première sélection avec l'équipe d'Écosse le 8 juin 2013 contre les Samoa. Taylor marque son premier essai en sélection face au pays de Galles, lors du Tournoi des Six Nations 2016.

## Statistiques en équipe nationale
- 28 sélections (17 fois titulaire, 11 fois remplaçant)
- 17 points (3 essais et 1 transformation)
- Sélections par année : 6 en 2013, 6 en 2014, 6 en 2016, 3 en 2017, 5 en 2019, 2 en 2020
- Tournois des six nations disputés : 2014, 2016

## Palmarès
- Saracens
  - Vainqueur du Championnat d'Angleterre en 2015, 2016, 2018, 2019 et 2023.
  - Vainqueur de la Coupe d'Europe 2016 et 2017.